# Moonlight Madness (jeu vidéo)
 (mars 2018).
Moonlight Madness est un jeu vidéo d'aventure développé par John F. Cain et édité par Bubble Bus Software, sorti en 1986 sur ZX Spectrum.

## Accueil
- Computer and Video Games : 23/40[1]
- Crash : 56 %[2]
- Your Sinclair : 6/10[3]